# Zorianśke
Zorianśke (ukr. Зорянське) – wieś na Ukrainie, w obwodzie charkowskim, w rejonie kupiańskim. W 2001 liczyła 340 mieszkańców, spośród których 333 posługiwało się językiem ukraińskim, a 7 rosyjskim.